# Eulogio Balao
Eulogio B. Balao (Tuguegarao, 11 maart 1907 – 4 augustus 1977) was een Filipijns generaal en politicus. Hij klom op van derde luitenant tot brigade-generaal en werd in zijn militaire carrière onder meer onderscheiden met een Distinguished Service Star en een Legioen van Eer met de graad Commander. Hij diende na zijn militaire loopbaan van 1956 tot 1957 als minister van Defensie in het kabinet van president Ramon Magsaysay en diens opvolger Carlos Garcia. Aansluitend was hij van 1957 tot 1963 Senator.

## Biografie
Eulogio Balao werd geboren op 11 maart 1907 in Tuguegarao in de provincie Cagayan. Zijn ouders waren Matias Balao en Praxedes Baluitan, een stel van eenvoudige komaf. Balao slaagde na het voltooien van de Tuguegarao High School voor het toelatingsexamen voor de Philippine Constabulary Academy. Omdat hij nog te jong was om aan de opleiding te beginnen, diende hij eerst enige tijd als soldaat in de Philippine Constabulary. In 1927 begon hij alsnog aan zijn eerste jaar op de academie.
Na het voltooien van de opleiding in 1931 werd hij als derde luitenant gelegerd in de provincie Laguna. Daar raakte hij in Santa Rosa gewond tijdens een regionale opstand. In 1936 volgde een promotie tot tweede luitenant en werd hij aangesteld als instructeur aan de Philippine Constabulary Academy. Kort daarop werd hij naar de Officers School in Fort Benning in de Amerikaanse staat Georgia gestuurd. Na zijn terugkomst in 1941 werd hij bevorderd tot kapitein en werd hij aangesteld als officier in het 2e infanterie regiment in Mindanao onder leiding van Majoor-generaal Calixto Duque. Weer later werd hij aangesteld als instructeur aan de Academie.
Tijdens de Tweede Wereldoorlog diende hij in de U.S. Army Forces Far East. In die periode leidde hij als commandant van het 11e infanterie bataljon de succesvolle Slag om de Bessang Pass tegen de Japanse troepen van generaal Tomoyuki Yamashita.
Na de Tweede Wereldoorlog leidde Balao, inmiddels opgeklommen tot kolonel, militaire acties tegen de Hukbalahap in Centraal en Zuid-Luzon. In januari 1949 werd hij benoemd tot Military Attaché in Nanking, China. Enkele jaren later, volgde op 14 oktober 1953 een bevordering tot brigadier-generaal. Op 11 maart 1954 werd hij door president Ramon Magsaysay aangesteld als vice-commandant der strijdkrachten. In 1956 ten slotte volgde een benoeming tot minister van Defensie. Hij diende als minister tot 28 augustus 1957. Kort daarop werd hij bij de Filipijnse verkiezingen van 1957 gekozen in de Filipijnse Senaat. Zijn periode in Senaat duurde tot 1963.
Balao overleed in augustus 1977 op 70-jarige leeftijd. Hij had zeven kinderen.